# Jimmy King
Pour les articles homonymes, voir James King et King.
James Hal « Jimmy » King, né le 9 août 1973 à South Bend (Indiana), aux États-Unis, est un joueur américain de basket-ball. Il évolue au poste de meneur.

## Carrière
Jimmy King fut un membre de l'équipe de l'Université du Michigan surnommée les Fab Five (en compagnie de Chris Webber, Juwan Howard, Jalen Rose et Ray Jackson (en) qui atteint la finale NCAA à deux reprises en 1992 et 1993 lors de leurs années freshmen et Sophomores.

## Palmarès
- 3e du championnat du monde 1998